# سیارک ۵۲۵۰۰
سیارک ۵۲۵۰۰ (به انگلیسی: 52500 Kanata، نامگذاری:1996DC1) پنجاه و دو هزار و پانصدمین سیارک کشف شده‌است که در ۲۲ فوریه ۱۹۹۶ کشف شد.